# David Adeang

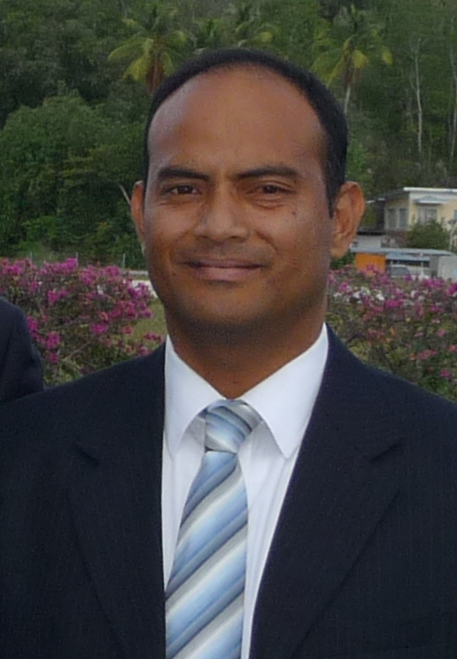
David Adeang (2012)

David Ranibok Waiau Adeang (* 24. November 1969 im Distrikt Yaren) ist ein nauruischer Politiker. Seit dem 30. Oktober 2023 ist er der Präsident und damit zugleich Staatsoberhaupt und Regierungschef von Nauru. Zudem ist er eines der Gründungsmitglieder der Partei Naoero Amo, der momentan einzigen erfolgreichen politischen Partei in Nauru.

## Leben
David Adeang ist der Sohn des früheren Präsidenten Kennan Adeang. Er begann seine politische Karriere als Rechtsanwalt. Bei den letzten Parlamentswahlen am 3. Mai 2003, während politischen und ökonomischen Tumulten, gewann die Naoero Amo 3 der 18 Sitze im Parlament; einer davon ging an Adeang. Die Naoero Amo ging in eine Koalition mit Ludwig Scotty und dessen Anhängern. Scotty wurde zum Präsidenten gewählt, kurz darauf berief er Adeang zum Finanzminister. Jenen Posten behielt er, bis drei Monate später im August 2003 Scottys Regierung durch ein Misstrauensvotum fiel und Kinza Clodumar wurde von René Harris zum Finanzminister berufen.
Am 22. Juni 2004 vereinigten sich Clodumar und die Naoero Amo, um Ludwig Scotty beim erfolgreichen Misstrauensvotum gegen Harris zu unterstützen. Clodumar blieb Finanzminister, während Adeang Außen- und Justizminister wurde. Seine Benennung zum Außenminister ist interessant, da er der erste Außenminister ist, der nicht gleichzeitig Präsident ist. Seit der Unabhängigkeit 1968 war jeder Präsident auch Außenminister.
Im August 2007 wurde Adeang wiedergewählt und von der Opposition gar als Präsidentschaftskandidat nominiert; Adeang lehnte jedoch ab, mit der Begründung, es sei kein Spiel, worauf er selbst Scotty nominierte. Scotty gewann daraufhin die Präsidentschaftswahl gegen Marcus Stephen deutlich. Nach der erfolgreichen Misstrauensabstimmung gegen Scottys Regierung im Dezember 2007 musste Adeang als Außenminister abdanken. Grund für die Misstrauensabstimmung waren u. a. Korruptions- und Intransparenzanschuldigungen an Adeang in Verbindung mit Beziehungen zu asiatischen Geschäftsleuten; die Ermittlungen sind gegenwärtig im Gange.
Am 18. März 2008 versuchte die abgesetzte Opposition um Scotty und Adeang, ein erneutes Misstrauensvotum zu erzwingen. Da jedoch der amtierende Parlamentssprecher Riddell Akua, welcher eine solche Abstimmung ohne Stimmbeteiligung leitet, umgehend zurücktrat und sich keiner der Opposition für die Übernahme dieses Postens bereit erklärte, kam keine Abstimmung zustande. Am 20. März 2008 nahm nach zahlreichen Nominationsversuchen Adeang das Amt des Parlamentssprechers überraschend an. Nach den Neuwahlen am 26. April trat Adeang als Parlamentssprecher wieder zurück.
Nach den Parlamentswahlen 2013, bei denen er wiedergewählt wurde, unterstützte Adeang die Wahl von Baron Waqa zum Präsidenten. Adeang wurde von Waqa in das Kabinett berufen und erhielt die Ressorts Finanzen und nachhaltige Entwicklung, Justiz sowie die ministerielle Verantwortung für die Eigigu Holdings Corporation und die Nauru Air Corporation. Er wurde außerdem zum Minister zur Unterstützung des Präsidenten von Nauru ernannt.
Im Juli 2013, als Waqa außer Landes war, traf Adeang als amtierender Präsident die umstrittene Entscheidung, den nauruischen Medien die Ausstrahlung eines Interviews zu verbieten, in dem der Oppositionsabgeordnete Mathew Batsiua die Entlassung des Polizeichefs durch die Regierung kritisierte. Dieser Akt der Zensur erregte die Aufmerksamkeit der internationalen Medien und wurde von der Opposition verurteilt.
David Adeang war einer der Hauptakteure, als Batsiua und andere Oppositionsabgeordnete 2014 von ihren Parlamentssitzen suspendiert wurden. Im Juni 2015 gab es einen Protest gegen die Regierung. Batsiua wurde verhaftet, und insgesamt 18 weitere Personen wurden angeklagt, die sogenannten Nauru 19. Ihre Verurteilung erregte die Aufmerksamkeit der internationalen Medien und war heftig umstritten.
Bei der Präsidentenwahl am 27. August 2019 erhielt sein Mitbewerber Lionel Aingimea eine Mehrheit von 12 der 19 Parlamentarier. Adeang verlor somit klar gegen seinen Konkurrenten, obwohl er von Baron Waqa unterstützt worden war.
Bei den Parlamentswahlen 2022 wurde er als Abgeordneter für Ubenide wiedergewählt. Adeang wurde nach der Abwahl von Russ Kun am 30. Oktober 2023 zum Präsidenten Naurus gewählt.